# Навиль, Франсуа
Франсуа Навиль (фр. François Naville) — швейцарский врач.

## Биография
Родился 14 июня 1883 года в городе Нёвшатель, где его отец, Анри-Адриан, преподавал философию в Академии.
Изучал медицину в Женеве и в Париже (получил государственный диплом в 1907 году, защитил докторскую диссертацию в 1910 году).
Первоначально занимался неврологией и детской психиатрии. Позже перешел к клинической криминологии. Приват-доцент неврологии (1912), профессор кафедры судебной медицины (1928), а затем профессор и директор Института судебной медицины (1934) Женевского университета. Декан медицинского факультета (1948—1950). Президент Швейцарского общества неврологии (1930—1932).

## Расследование Катынского расстрела

Члены международной медицинской комиссии производят вскрытие (Ф. Навилль — слева)

В 1943 году вошёл в состав международной медицинской комиссии (нем. Die internationale Aerztekommission, собранную немецкими властями для расследования массового убийства польских офицеров в Катынском лесу. Участвовал в работе этой комиссии в частном порядке, но по соглашению с швейцарскими властями. Некоторые авторы считают его единственным несомненно нейтральным экспертом, который утвердил вину советской стороны, так как он был представителем нейтральной страны. Он не отрекся от своей позиции и после войны при парламентском запросе депутата Швейцарской компартии, хотя швейцарские власти официально занимали нейтральную позиции в этом вопросе, чтобы избегать дипломатических осложнения с СССР.

## Награды
В апреле 2008 года, спустя почти сорок лет после смерти, Франсуа Навиль посмертно был удостоен Командорского креста Ордена Заслуг перед Республикой Польша.